# Eclipse lunar de 27 de agosto de 1969
| Eclipse Lunar Penumbral 27 de agosto de 1969 | Eclipse Lunar Penumbral 27 de agosto de 1969 |
| --- | -------------------------------------------- |
| A Lua cruzando o extremo sul da zona de penumbra da Terra, de oeste para leste (da direita para a esquerda), com a parte norte da Lua um pouco menos brilhante que o normal. |                                              |
| Gamma | -1,5407                                      |
| Saros (e membro) | 108 (72 de 72)                               |
| Sequência de eclipses lunares |                                              |
| Anterior | 2 de abril de 1969                           |
| Próximo | 25 de setembro de 1969                       |
| Duração (hr:mn:sc) |                                              |
| Penumbral | 31:32                                        |
| Fases e Horários do Eclipse (UTC) |                                              |
| P1 | 10:31:44                                     |
| Máximo | 10:47:37                                     |
| P4 | 11:03:16                                     |

O eclipse lunar de 27 de agosto de 1969 foi um eclipse penumbral, o segundo de três eclipses lunares do ano. Teve magnitude penumbral de 0,0134 e umbral de -0,9514. Teve duração total de cerca de 32 minutos.
Neste eclipse extremamente marginal, a Lua mal cortou a borda da sombra penumbral da Terra. Isso causou um escurecimento microscópico de apenas 1% do disco da Lua por 31 minutos e 18 segundos, o que era essencialmente impossível de ver. Geralmente, os eclipses penumbrais são mais difíceis de serem percebidos a olho nu.
A Lua cruzou a extremidade sul da penumbra da Terra, em nodo ascendente, dentro da constelação de Aquário.

## Série Saros
Eclipse pertencente ao ciclo lunar Saros de série 108, sendo este o último da série, de um total de 72 eclipses da série, marcando o fim desta série. O eclipse anterior foi o eclipse penumbral de 17 de agosto de 1951.

## Visibilidade
Foi visível no leste da Ásia, Austrália, América do Norte, América do Sul.
| Região do planeta onde foi visível durante o máximo do eclipse - 10:47 UTC. A região central do Oceano Pacífico obteve a melhor observação do meio do eclipse, de onde foi visível à meia-noite. |
| Mapa de visibilidade do eclipse |